# الحب اللي كان
الحب اللي كان هي أغنية من تلحين وتأليف الشاعر بليغ حمدي وغناء ميادة الحناوي وتوزيع الموسيقار عمار الشريعي، صدرت الأغنية لأول مرة في عام (1980) و اعيد اصدارها ضمن ألبوم الليالي (1990). يوضح سرد الأغنية الحب والخسارة والشوق، وتسهب في تعقيدات المشاعر الإنسانية. لُحِنت الأغنية بنسيج الموسيقى العربية، وتُعد الأغنية بمثابة شهادة خالدة على حدة الموسيقى في التعبير عن التجربة الإنسانية. اشتهِرَت أغنية «الحب اللي كان» في جوهرها كنتيجة لانفصال بليغ حمدي عن زوجته المطربة وردة الجزائرية في سنة 1979. كُتبَت الأغنية وسط اضطراب علاقتهما، وهي بمثابة انعكاس مؤثر لرحلة حمدي المضطربة عبر الحب والخسارة. من خلال كلماتها المؤلمة ولحنها المثير، تدعو أغنية «الحب اللي كان» المستمعين إلى اجتياز متاهة عواطف حمدي، من النشوة إلى اليأس.
حققت الأغنية شهرة واسعة في التسعينيات، ومع استمرار صدى تراث الأغنية عبر الأجيال، ظلت محاطة بالتكهنات؛ إذ ترددت عدة شائعات حول تأليفها بدايةً من خلال حوار صريح بين وردة وصحفي أدى لكتابة الأغنية، ووصولاً إلى المشاعر المتشبعة بأشعار بليغ.

## خلفية

### تأثير بليغ حمدي في مسيرة ميادة
سافرت ميادة برفقة شقيقها وأمضت عامين في غناء مجموعة من الأغاني لتدفعها إلى عالم الشهرة. ساعدها الموسيقار محمد عبد الوهاب في بداياتها إلا أن علاقتها به توترت بعد شراكة طويلة، ورغم هذه النكسة، تعاونت ميادة الحناوي خلال هذه الفترة مع ملحنين بارزين مثل رياض السنباطي ومحمد سلطان وفاروق سلامة.
بينما عزز عبد الوهاب موهبة ميادة في البداية، ساهم أيضاً تأثير الملحن بليغ حمدي في تشكيل مسيرتها المهنية، وقدَّم لها العديد من الألحان أبرزها «الحب اللي كان» و«أنا أعمل ايه» و«سيدي أنا»؛ مما دفعها نحو الشهرة على مستوى الوطن العربي وفي أوروبا وأمريكا.

### علاقة بليغ حمدي ووردة
كان حمدي شخصية بارزة في صناعة الموسيقى العربية، ومعروف عن ارتباطه الوثيق بالمطربة وردة الجزائرية. كانت علاقتهما متعددة الأوجه، واتسمت بالتعاون والروابط الفنية العميقة. لعب حمدي دورًا محوريًا في تشكيل مسيرة وردة المهنية، وساهم بشكل كبير في نجاحها كمغنية مشهورة، عملوا معًا على العديد من الأغاني المميزة التي لاقت صدى لدى الجماهير في جميع أنحاء العالم العربي؛ مما عزز مكانة وردة كمغنية محبوبة.
بالإضافة إلى شراكتهما المهنية، كانت هناك علاقة شخصية قوية بين حمدي ووردة. امتدت الرابطة بينهما إلى ما هو أبعد من حدود الاستوديو، إذ اشتعل حبهما رغم العقبات العائلية، حيث رفض والد وردة في البداية بليغ، وحتى بعد عودة وردة إلى الجزائر، ظلت محبة بليغ لها ثابتة على مر السنين، تعمقت الرابطة بينهما، وعلى الرغم من التحديات، إلا أن قصة حبهما سادت، مما أدى إلى الزواج في نهاية الأمر والتعاون الموسيقي. استكملت عبقرية حمدي الموسيقية المواهب الصوتية لدى وردة؛ الأمر الذي أدى إلى إنتاج كلاسيكيات خالدة مثل «العيون السود» و«اشتروني» و«وحشتوني» وغيرهم.
وعلى الرغم من انتهاء زواجهما في نهاية المطاف بعد ست سنوات، إلا أن شراكتهما الفنية تركت بصمة لا تمحى على الموسيقى العربية، حيث شكلت مشهدها وألهمت أجيالاً من الفنانين. لم يُعلَن عن سبب طلاق حمدي ووردة على نطاق واسع، كما أن المعلومات المتاحة حول تفاصيل علاقتهما الشخصية محدودة، كما هو الحال مع العديد من الأمور الخاصة التي تتعلق بهم، لم تُوثَّق تفاصيل طلاقهم أو الكشف عنها على نطاق واسع؛ وبالتالي، فإن الأسباب الدقيقة وراء انفصالهما لا تزال مجهولة إلى حد كبير للجمهور، لكن بحسب الرواية الأكثر شيوعاً، يُقال إن سبب الطلاق هو أنها خضعت لعملية جراحية، وأثناء إجرائها العملية في المستشفى، علم بليغ بالأمر ولم يأتي إلى المستشفى؛ فكان إهماله وغيابه لها خلال أوقاتها الصعبة الأمر الذي دفع بها في النهاية إلى طلب الطلاق.

## حكاية الأغنية

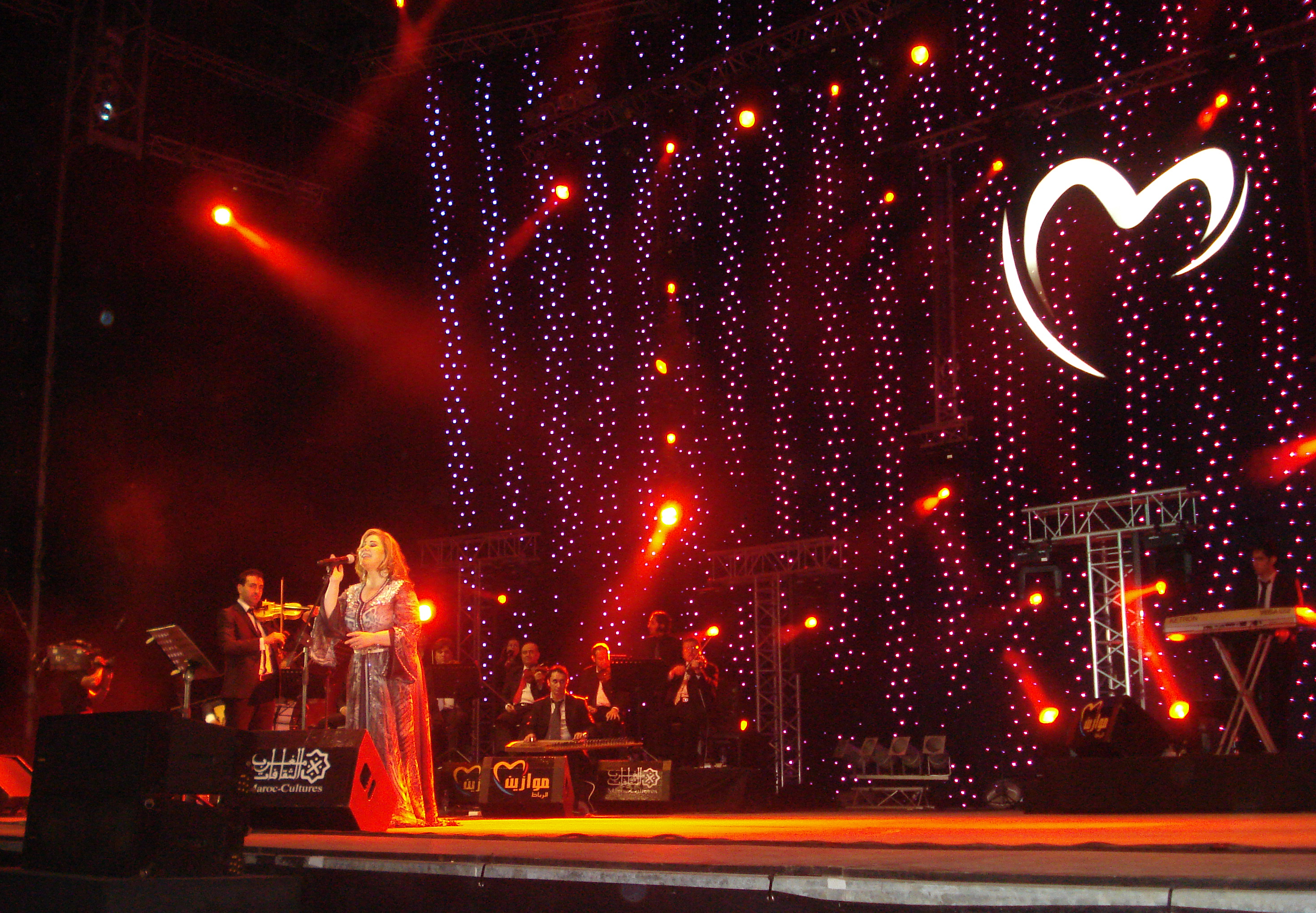
موازين تحتفل بذكراها العاشرة في أجواء من الجدل

تعتبر أغنية «الحب اللي كان» واحدة من أروع مؤلفات بليغ حمدي، ووراء جمالها تكمن حكاية أقل شهرة، يتردد صداها على نطاق واسع في الوقت الحالي.

### التفسيرات والشائعات حول حكاية الأغنية
كانت الأغنية قد كُتبَت من قبل بليغ حمدي كقصيدة لزوجته وردة، وتتكهن الشائعات حول أصل الأغنية وربطها بنقاش بين وردة وصحفي بشأن علاقتها ببليغ. يُزعم أن رد وردة المقتضب عندما سألها أحد الصحفيين عن بليغ، فأجابت بدورها: «من هو بليغ؟»، زاعمة أنها لا تعرف أحداً بهذا الاسم، الأمر الذي ألهم بليغ حمدي لكتابة وتأليف الكلمات المثيرة للذكريات:
| الحب اللي كان | أنا الحب اللي كاناللي نسيته أواممن قبل الأواننسيت اسمي كماننسيت يا سلامعلى غدر الانسان | الحب اللي كان |

أدى أداء ميادة الحناوي إلى انتشار الأغنية بشكل كبير، إلا أن كلمات بليغ حمدي، وفي تسجيلٍ نادر مصحوبًا بعوده، يقدم لمحة نادرة عن اضطرابه العاطفي. على الرغم من أوجه التشابه، تختلف نسخة حمدي، حيث تعيد تقديم الأبيات المحذوفة في نسخة ميادة.
يروي المخرج جميل جميل المغازي نهاية مؤثرة لعلاقة بليغ حمدي ووردة، والتي تجسدت في الأغنية. كانت قد طلبت وردة الطلاق بشكل مفاجئ، على الرغم من شوق حمدي للأبوة، كانت قد ألحت وردة على الطلاق؛ فوافق بليغ حمدي على مضض، إلا أنه دخل في حالة من الشَجًى واليأس. يتذكر المغازي بوضوح معاناة حمدي، التي خُلِّدَت في لحن الموسيقى المؤلم والذي لُحِّن خلال لحظة حزن عميق. عندما أصرت وردة على الطلاق ولم يتمكن بليغ من إيجاد حل، كان بليغ حينها في أبو ظبي، ذهب إلى الشاطئ وهو يهذي، حيث بدأ في صياغة كلمات الأغنية.

## كلمات الأغنية
كان ياما كان

الحب مالي بيتنا

ومدفينا الحنان

زارنا الزمان

سرق منا فرحتنا

والراحة والأمان

حبيبي كان هنا

مالي الدنيا عليّا

بالحب والهنا

حبيبي يا أنا

يا أغلى من عينيّا

نسيت مين أنا؟

أنا الحب اللي كان

اللي نسيته قوام

من قبل الآوان

نسيت اسمي كمان!

نسيت يا سلام

على غدر الإنسان

والله زمان

يا هوى زمان

والله زمان

يا هوى زمان

والله زمان زمان

يا هوى زمان

يا حبيبي جيت أنا

ليه في الدنيا ديه

إلا عشان أحبك

عشان يدوب عمري

من جرح غدرك بدري

شمعة ورا شمعة

وتعيش انت لفرحك

يا حبيبي فداك أنا

وسنيني اللى جيه

فداك قلبى اللى حبك

امشى فوق همي

فوق دمعى وغنّي

ولا تنزلش دمعه

ليلة فوق خدك

حبيبي كان هنا

مالى الدنيا عليّا

بالحب والهنا

حبيبي يا أنا

يا أغلى من عينيّا

نسيت مين أنا؟

أنا الحب اللي كان

اللي نسيته أوام

من قبل الآوان

نسيت اسمي كمان!

نسيت يا سلام

على غدر الإنسان

والله زمان

يا هوى زمان

والله زمان

يا هوى زمان

والله زمان زمان

يا هوى زمان

## الإرث والرنين العاطفي
تؤكد عزلة بليغ حمدي وتأليفه للأغنية على عمق اضطرابه العاطفي، وتستمر الأغنية، التي خلدتها ميادة الحناوي، في إثارة المشاعر، مجسدة حب حمدي وحزنه العميق. تظل الأغنية بمثابة شهادة على موهبة بليغ حمدي، كما أن إرثها حاضر في البلاد العربية، ويوقع المستمعين العرب في شرك زوبعة من الحب والخسارة والشوق، وترجمة ميادة الحناوي تخلد قصيدة حمدي الصادقة، مما يضمن مكانها في سجلات تاريخ الموسيقى العربية.